# Aeroportul Internațional Gander
Aeroportul Internațional Gander (IATA: YQX, ICAO: CYQX) este un aeroport din Newfoundland și Labrador, Canada ce deservește zona Gander⁠(d). Aeroportul a fost tranzitat în 2021 de 49.447 de pasageri. A fost deschis în 1938 și numit după zona deservită.
Situat la o altitudine de 150 m, aeroportul dispune de 2 piste.

## Infrastructură

### Piste
Aeroportul dispune de 2 piste. Pista 3/21 are suprafața de asfalt și dimensiunile 10.200 picioare × 200 picioare. Pista 13/31 are suprafața de asfalt și dimensiunile 8.900 picioare × 200 picioare. 